# Oluf Axelsen (Tott)
Olof Axelsen (Tott) till Vallö (Själland), av ätten Tott, död 16 september 1464, var danskt riksråd. 

## Biografi
Son till Axel Pedersson Tott och Cathrine Krognos. Far till Birgitta Olofsdotter (Tott). Han innehade som förläning 1440–1449 Aalholm slott (Lolland) och därefter till sin död Gotland.
Nämnd 1435 som riksråd, men den senare regeringstid av unionskungen Erik av Pommerns kännetecknades av markanta spänningar. I en sådan grad, att när Erik skulle lämna Danmark, bad han riksrådet att skydda honom, av rädsla för att Oluf Axelssen skulle skada honom. Det berättades att en dag, träffade Oluf Axelssen vid Köpenhamns slott kung Eriks älskarinna Cecilia, slog henne och skällde ut henne för att hon en dag skulle skilja Erik från sitt rike. Eriks fru, drottning Filippa av England, var högt respekterad, framförallt efter hennes framgångsrika försvar av Köpenhamn och Öresund 1428 mot de attackerande Hansastäderna. Oluf var en av de ledande danska riksrådmedlemmar som 1438 kallade Kristoffer til Danmark, och 1439 sade upp sin trohet och lydnad till Erik av Pommern som kung. Han blev också belönad och 1441 blev han dubbad riddare vid Kristofferskröningen i Sverige, 1442 länsherre på Vordingborg, 1443 marsk, och i detta sammanhang noterades "att han reste landet rundt med 300 hästar i rustning och platta". Han utsågs också till en av kung Kristoffers testament exekutorer.
År 1448 satt Karl Knutsson (Bonde), vald till Sveriges konung efter unionskungen Kristofers död, på Borgholm slott, Öland, med sina styrkor, och i juli skickade han Magnus Gren med 2.000 man till Gotland för att erövra ön och belägra Visby och Visborg, där Erik av Pommern nu satt landsförvisad. Men i april 1449 anlände Olof Axelssen med en dansk flotta där svenskarna intagit hela ön utom Visborgs slott. Visbys hamn var blockerad, men han hittade en väg in till slottet och fick Erik av Pommern att överlämna det till honom. I juli lyckades Olof sluta ett avtal med Magnus Gren om att svenska trupperna skulle lämna ön i avvaktan på en skiljedom mellan länderna. Snart kom Christian I med en större styrka, dommen blev aldrig till, och som belöning erhöll Olof Axelssen ön som pantlän. Från ön drev han med början 1451 i stor skala sjöröveri på Östersjön, samtidigt som han hemsökte den svenska kusten med härjningar. 1452, tillsammans med Magnus Gren, ledde han en flotta som attackerade Stockholm, och återigen, 1457, efter upproret mot Karl Knutsson (Bonde) ledd av ärkebiskop Jöns Bengtsson (Oxenstierna), med en flotta nådde han Stockholm länge före Christian I ankomst. Jöns Bengtsson och Olofs bror Erik Axelsson blev riksföreståndare efter upproret och den danske kung kallades till Sverige och mottogs som svensk kung. 
Hans virke från Gotland med flottan var särskilt smärtsamt för Hansastäderna. Tillsammans med brodern Erik Axelsson - som av kung Kristian I fik 1457 Viborgs län i Finland och 1462 Tavastehus län - stödde han bröderna Stamer, Vororips samt Johann Wynninckhuens väpnade konflikter med staden Dorpat 1454–1470. Olof ledde flottanfall mot Estlandskusten 1455. Deltog 1456 i belägringen av Bornholm, var 1459 riksadmiral. Från 1460 började bröderna Erik, Olof och Åke tillsammans att blockera Hansans trafik i Finska viken. Vid sin död 1464 överlämnade han styret över Gotland till sin bror Filip Axelsson, men denne avled efter endast två månader, och Gotland överlämnades därefter till brodern Ivar Axelsson.
Oluf Axelssen kallades också "den onda" eller "den orättvise." Han dog sept. 1464 och blev begravd i St. Hans kyrka, Visby, Gotland, tillsammans med sin bror Filip Axelsson Thott, som dog i nov. samma år. En gravsten lades över dem, men blev förstörd, och endast den övre delen bevaras. En ritning 1753 vid Søren Abildgaard visar hur den såg ut, med de två bröderna i rustningsplatta som håller i släktens vapensköld.  

## Familj
Oluf Axelsen var första fårsta gången gift 1419 med Katarina Jensdotter Falk, dotter till riddaren Jens Falk och Birgitta Abrahamsdotter. De fick tillsammans dottern Birgitta Olofsdotter (Tott) som var gift med riddaren, riksrådet och lagmannen Erengisle Nilsson (Hammerstaätten) i Ölands lagsaga.
Han var gift andra gången 1430 med Johanna Nilsdotter. Hon var änka efter riddaren Ivan Bryske.
Oluf Axelsen gifte sig tredje gången med Anna Jensdotter (Present). De fick tillsammans barnen Oliva Olofsdotter, Axel Olofsson, Margareta Olofsdotter, Lauritz Olofsson, Cecilia Olofsdotter som var gift med riddaren Björn Johansson (Björn), Birgitta Olofsdotter som var gift med riddaren och danska riksrådet Nils Eriksson (Rosenkrantz).
Dessutom hade han en illegitim son Jörgen Olofsson.